# Garridoa kaszabi
Garridoa kaszabi là một loài bọ cánh cứng trong họ Tenebrionidae. Loài này được Giorgio Marcuzzi miêu tả khoa học đầu tiên năm 1985.